# 集成视场摄谱仪
集成视场摄谱仪（Integral Field Spectrograph）是安装了积分视场单元（Integral Field Unit, ）的摄谱仪，可同时进行成像和摄谱。主要应用在天文学、生物医学、地球观测（遥感）等领域，用来获得高空间分辨率的光谱。

## 基本特点
随着大口径高分辨率望远镜的发展，我们越来越需要获得一个扩展源在不同位置的光谱，或成团的点源各自的光谱。之前获取这种光谱的方法是长缝分光，即光沿垂直于狭缝的方向色散。在需要摄谱的位置设置狭缝，即可获得多点的光谱，但狭缝的设置在沿狭缝方向上不能重叠。
这种方法速度较慢，且摄谱效率低。而集成视场摄谱仪可以实现在二维焦面任意位置同时观测多点的光谱。